# Liste der Bodendenkmäler in Heretsried
Auf dieser Seite sind die Bodendenkmäler in der schwäbischen Gemeinde Heretsried zusammengestellt. Diese Tabelle ist eine Teilliste der Liste der Bodendenkmäler in Bayern. Grundlage ist die Bayerische Denkmalliste, die auf Basis des Bayerischen Denkmalschutzgesetzes vom 1. Oktober 1973 erstmals erstellt wurde und seither durch das Bayerische Landesamt für Denkmalpflege geführt wird. Die folgenden Angaben ersetzen nicht die rechtsverbindliche Auskunft der Denkmalschutzbehörde.

## Bodendenkmäler in Heretsried
| Lage                      | Objekt | Akten-Nr.     | Bild           |
| ------------------------- | --- | ------------- | -------------- |
| (Standort)                | Viereckschanze der Spätlatènezeit.                                                                              | D-7-7530-0009 |                |
| (Standort)                | Burgstall des Mittelalters.                                                                                     | D-7-7530-0020 | Gemeindegebiet |
| (Standort)                | Siedlung vor- und frühgeschichtlicher Zeitstellung.                                                             | D-7-7530-0109 |                |
| (Standort)                | Grabhügel vorgeschichtlicher Zeitstellung.                                                                      | D-7-7530-0110 |                |
| (Standort)                | Siedlung vor- und frühgeschichtlicher Zeitstellung.                                                             | D-7-7530-0111 |                |
| Hauptstraße 13 (Standort) | Mittelalterliche und frühneuzeitliche Befunde im Bereich der katholischen Pfarrkirche St. Vitus in Lauterbrunn. | D-7-7530-0141 | weitere Bilder |